# 12 Гидры
12 Гидры (лат. 12 Hydrae), D Гидры (лат. D Hydrae), HD 74918 — тройная звезда в созвездии Гидры на расстоянии приблизительно 202 световых лет (около 61,8 парсек) от Солнца. Возраст звезды определён как около 398 млн лет.

## Характеристики
Первый компонент (WDS J08464-1333A) — жёлтый гигант спектрального класса G8IIIbCN-1, или G8III, или G5. Видимая звёздная величина звезды — +4,32m. Масса — около 2,916 солнечной, радиус — около 10,881 солнечного, светимость — около 77,468 солнечной. Эффективная температура — около 4988 K.
Второй компонент — красный карлик спектрального класса M. Масса — около 127,66 юпитерианской (0,1219 солнечной). Удалён в среднем на 2,137 а.е..
Третий компонент (UCAC4 383-052538) — жёлтая звезда спектрального класса G. Видимая звёздная величина звезды — +13,7m. Радиус — около 4,51 солнечного, светимость — около 10,313 солнечной. Эффективная температура — около 4790 K. Орбитальный период — около 4,3587 года. Удалён на 26,8 угловой секунды.